# Richard Dobbs Spaight
Richard Dobbs Spaight (New Bern (North Carolina), 25 maart 1758 - aldaar, 6 september 1802) was van 1792 tot 1795 gouverneur van North Carolina voor de Democratisch-Republikeinse Partij.
Spaights’ vader van Secretaris van de Kroon in de Britse kolonie North Carolina. Zijn vader overleed toen Spaight acht was. Zelf ging hij naar school in Ierland en studeerde af aan de Universiteit van Glasgow. In 1778 keerde Spaight terug naar North Carolina, dat inmiddels onderdeel uitmaakte van de Verenigde Staten. Hij diende als assistent van generaal Richard Caswell tijdens de Amerikaanse Onafhankelijkheidsoorlog.
In 1779 werd Spaight gekozen in de wetgevende vergadering van de staat North Carolina. Zijn verkiezing werd echter aangevochten en daarom mocht hij geen lid worden van het parlement. In 1781 werd hij opnieuw gekozen en kon ditmaal wel zitting nemen. Hij was tot 1783 lid van de wetgevende vergadering van North Carolina. Namens North Carolina nam Spaight van 1782 tot 1785 deel aan het Continental Congress. Van 1785 tot 1787 was hij lid en voorzitter. van het Huis van Afgevaardigden van de staat North Carolina. In 1787 was hij deelnemer aan de Constitutional Convention en was hij een van de ondertekenaars van de Amerikaanse Grondwet.
Spaight werd in 1787 voorgedragen als gouverneur van North Carolina, maar de wetgevende vergadering van de staat stemde daar niet mee in. In 1789 wilde hij senator worden, maar ook ditmaal werd hij niet gekozen. Spaight trok zich daarna een paar jaar terug uit de politiek vanwege zijn zwakke gezondheid. In 1792 keerde hij terug in het Huis van Afgevaardigden van de staat. In datzelfde jaar werd hij gekozen als gouverneur van North Carolina. Tijdens zijn gouverneurschap werd een plek gekozen waar de nieuwe hoofdstad Raleigh zou worden gebouwd. Ook werd begonnen met de bouw van de Universiteit van North Carolina. Spaight zat zelf de Raad van Advies voor.
In 1798 werd Spaight gekozen in het federale Huis van Afgevaardigden. Hij was daar van 1799 tot 1801 lid van. Hij werd gekozen als Federalist, maar trok in het Congres vooral op met de Democratisch-Republikeinse Partij van Thomas Jefferson. In 1801 werd Spaight niet herkozen. Hij werd daarom lid van de Senaat van North Carolina.
Spaight overleed op 6 september 1802 aan de verwondingen die hij had opgelopen bij een gewapend duel met John Stanly. Deze had hem verslagen bij de verkiezingen voor het Huis van Afgevaardigden.
Baldwin · Bassett · Bedford · Blair · Blount · Brearley · Broom · Butler · Carroll · Clymer · Daniel · Dayton · Dickinson · Few · Fitzsimons · Franklin · Gilman · Gorham · Hamilton · Ingersoll · Johnson · King · Langdon · Livingston · Madison · McHenry · Mifflin · G. Morris · R. Morris · Paterson · C. C. Pinckney · Pinckney · Read · Rutledge · Sherman · Spaight · Washington · Williamson · Wilson
- Gemeinsame Normdatei: 1177853116
- International Standard Name Identifier: 0000 0000 3460 2879
- Library of Congress Control Number: n85174190
- SNAC: w6q24tpf
- Biographical Directory of the United States Congress: S000693
- Virtual International Authority File: 1448257
- WorldCat: E39PBJvxtv6DV6md7B6v6pPxXd